# El Carmen, Norte de Santander
El Carmen är en ort i Colombia.   Den ligger i departementet Norte de Santander, i den norra delen av landet, 400 km norr om huvudstaden Bogotá. El Carmen ligger 712 meter över havet och antalet invånare är 5 286.
Terrängen runt El Carmen är kuperad åt nordost, men åt sydväst är den bergig. El Carmen ligger nere i en dal. Runt El Carmen är det ganska glesbefolkat, med 26 invånare per kvadratkilometer. Närmaste större samhälle är González, 15,4 km sydost om El Carmen. I omgivningarna runt El Carmen växer i huvudsak städsegrön lövskog.